# Thom Jonkerman
Thom Anthony Walter Jonkerman (Utrecht, 1 maart 1998) is een Nederlands voetballer die als doelman voor VVSB speelt.

## Carrière
Thom Jonkerman speelde in de jeugd van VV De Meern, RKC Waalwijk, FC Utrecht en FC Dordrecht. In 2016 vertrok hij naar Engeland, waar hij via de Nike Academy en een proefperiode bij Arsenal FC bij Bristol Rovers FC terecht kwam. Hier speelde hij in het onder-21-elftal. In september 2017 werd hij voor een maand verhuurd aan de amateurclub Mangotsfield United FC, en daarna in november aan Cirencester Town FC.
Na een seizoen in Engeland keerde hij terug naar Nederland, waar hij bij FC Lienden aansloot. Hier was hij tweede keeper achter Jan Schimmel. In de winterstop maakte Lienden bekend vanwege financiële redenen het eerste elftal uit de competitie te halen, waarna veel spelers, waaronder Schimmel en Jonkerman, vertrokken. Toen Lienden toch in de Tweede divisie bleef spelen, werd Jonkerman benaderd om als eerste keeper terug te keren. Zodoende kwam hij de tweede helft van het seizoen 2018/19 wel in actie, maar degradeerde hij wel met Lienden naar de Derde divisie.
In 2019 vertrok hij naar FC Eindhoven, waar hij reservekeeper werd. Hij debuteerde voor Eindhoven in de Eerste divisie op 18 september 2020, in de met 1-2 gewonnen uitwedstrijd tegen Jong PSV. Hij kwam in de 36e minuut in het veld voor de geblesseerd geraakte Ruud Swinkels. Hij speelde in totaal drie wedstrijden tot Swinkels weer terugkeerde. Nadat zijn contract in 2021 afliep, sloot hij in oktober van dat jaar bij VVSB aan.

### Statistieken
| Seizoen                       | Club                     | Land           | Competitie               | Competitie | Competitie | Beker | Beker | Overig | Overig | Totaal | Totaal |
| Seizoen                       | Club                     | Land           | Competitie               | Wed.       | Dlp.       | Wed.  | Dlp.  | Wed.   | Dlp.   | Wed.   | Dlp.   |
| ----------------------------- | ------------------------ | -------------- | ------------------------ | ---------- | ---------- | ----- | ----- | ------ | ------ | ------ | ------ |
| 2017/18                       | → Mangotsfield United FC | Engeland       | Southern Football League | 3          | 0          | 1     | 0     | –      | –      | 4      | 0      |
| 2017/18                       | → Cirencester Town FC    | Engeland       | Southern Football League | 11         | 0          | 0     | 0     | –      | –      | 11     | 0      |
| 2018/19                       | FC Lienden               | Nederland      | Tweede divisie           | 18         | 0          | 0     | 0     | 4      | 0      | 22     | 0      |
| 2019/20                       | FC Eindhoven             | Nederland      | Eerste divisie           | 0          | 0          | 0     | 0     | –      | –      | 0      | 0      |
| 2020/21                       | FC Eindhoven             | Nederland      | Eerste divisie           | 3          | 0          | 0     | 0     | –      | –      | 3      | 0      |
| 2021/22                       | VVSB                     | Nederland      | Derde divisie zat.       | 4          | 0          | 0     | 0     | –      | –      | 4      | 0      |
| Carrièretotaal                | Carrièretotaal           | Carrièretotaal | Carrièretotaal           | 39         | 0          | 1     | 0     | 4      | 0      | 44     | 0      |
| Bijgewerkt op 9 december 2021 |                          |                |                          |            |            |       |       |        |        |        |        |